# Borsea
Borsea è una frazione del comune di Rovigo.
Fu comune autonomo sino al 1927 (il codice ISTAT era 029803), anno in cui venne soppresso e inglobato nel comune di Rovigo assieme ai comuni di Boara Polesine, Buso, Sarzano, Concadirame, Grignano di Polesine e Sant'Apollinare con Selva.

## Geografia
Borsea è situata a 4,4 km a sud di Rovigo.

## Storia

### Santa Rita e Spianata

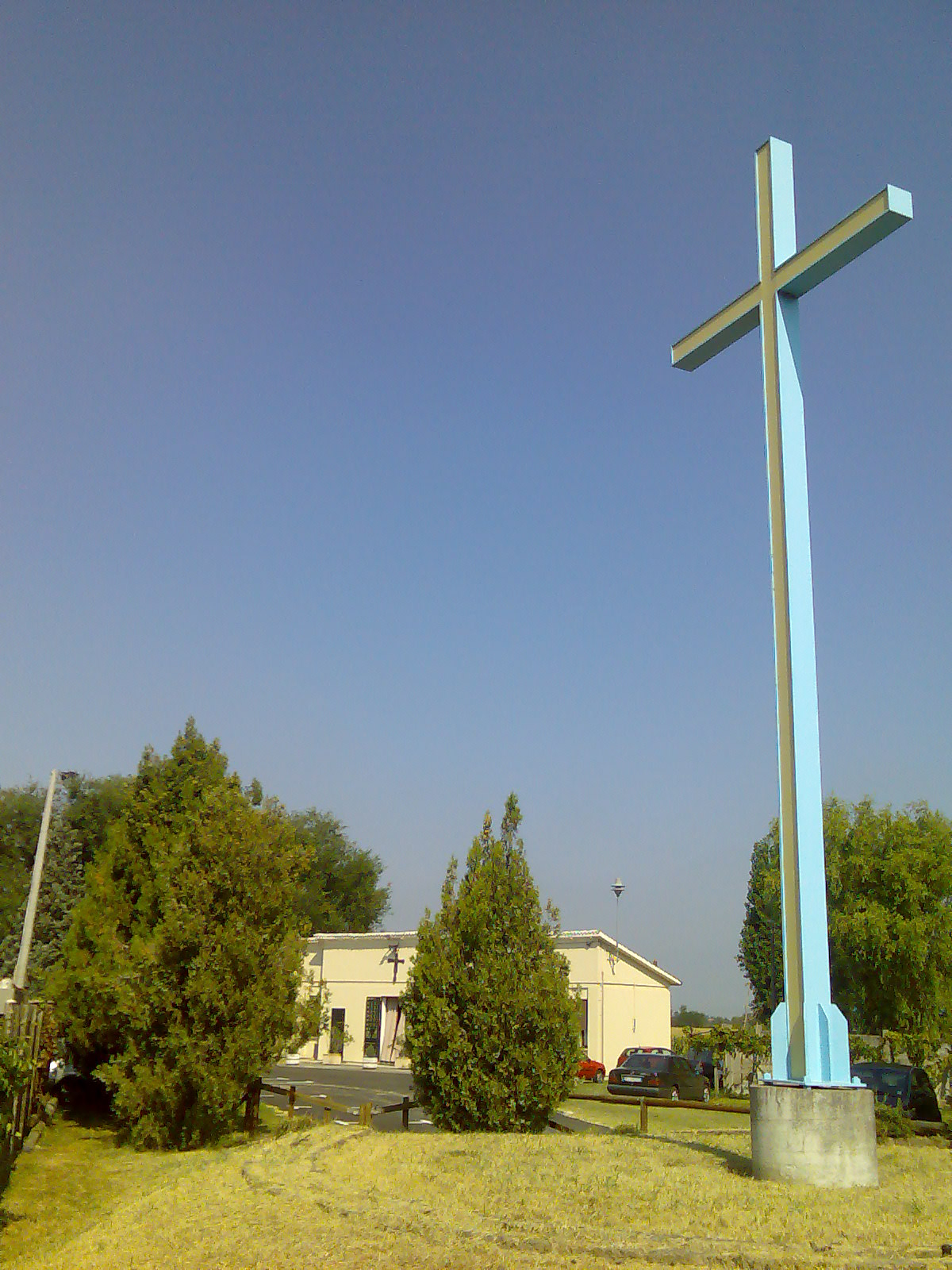
La chiesa parrocchiale di Santa Rita e, in primo piano, la croce d'Amore di Dozulé.

Nel territorio di Borsea oggi corrispondente alle località della Spianata e di Santa Rita sorgeva un tempo il borgo di Crocetta o della Croxe (che in veneto significa "Croce"). Il luogo prendeva il nome dall'incrocio, ancora oggi riconoscibile nel centro di Santa Rita, di tre vie che portavano alla Tassina (ora quartiere di Rovigo), a Grignano e a Borsea; presso l'incrocio si trovava un capitello votivo.
L'abitato della Crose si era sviluppato intorno alla Villa dei nobili Redetti, rifacimento settecentesco in stile palladiano di un fabbricato preesistente, che risaliva al XV-XVI secolo. Vi erano opere di Giovanni Battista Alberoni e Giuseppe Antonio Caccioli. Annesso alla Villa c'era un oratorio dedicato a San Lorenzo, fatto costruire intorno al 1720 dagli stessi nobili Redetti a servizio per la famiglia e per gli abitanti del luogo; l'oratorio era dotato di un campanile e all'interno c'erano una pregevole statua marmorea di San Lorenzo, opera di Giovanni Marchiori, e un dipinto di Paolo Veronese.
Da altri studi risulta che la villa Tassina dei Nobili Redetti, con annesso Oratorio di San Lorenzo, non si trovava nei pressi dell'incrocio della Crose, ma molto più vicino al centro abitato di Rovigo (in corrispondenza dell'incrocio tra Viale della Tecnica e via Vittorio Veneto) come risulta dal Catasto Napolenico (conservato in Archivio di Stato di Venezia) e dal Catasto Austriaco/Italiano (conservato in Archivio di Stato di Rovigo).
Il borgo della Croxe, villa e oratorio compresi, furono minati e rasi al suolo dagli austriaci nell'aprile 1864 per motivi militari, in quanto era necessaria una "spianata" difensiva di fronte alla fortezza, costruita nei pressi in previsione dell'imminente invasione degli italiani; da qui ebbe origine il toponimo dell'attuale località. Si salvarono solamente la statua del Marchiori, ora posta nella chiesa dei Santi Francesco e Giustina, e pochi fabbricati presso il trivio, compreso il capitello. Il toponimo "Crose di Borsea" rimase, in quanto nel capitello c'era una grossa croce di legno. Il capitello venne demolito alla fine degli anni quaranta per motivi di viabilità; oggi il trivio è diventato un quadrivio.
In previsione di futuri insediamenti presso la Spianata, all'inizio degli anni sessanta fu progettata ed eretta la parrocchia di "Santa Rita alla Croce di Borsea" e, su iniziativa quasi esclusiva dei pochi abitanti locali, nel quadrivio si sono sviluppate piccole esperienze comunitarie che hanno portato alla nascita della minuscola località di Santa Rita. A causa di ritardi nell'esecuzione dei piani previsti, solamente negli ultimi dieci-quindici anni la località della Spianata ha cominciato a svilupparsi
e oggi (luglio 2009) le due località insieme contano circa 850 abitanti.
In attesa che le autorità del comune mantengano la promessa di ricostruire il capitello, il 28 dicembre 1999 presso il quadrivio di Santa Rita un anonimo donatore, con un consorzio di parrocchiani e il beneplacito del parroco don Girolamo Toffanin, ha fatto innalzare una croce d'Amore di Dozulé alta 7,38 m in memoria della moglie.

## Monumenti e luoghi d'interesse

### Architetture religiose
- Chiesa di San Zenone Vescovo, posta su via Girolamo Savonarola, la principale via di transito del paese che collega la località Spianata a Pontecchio Polesine. All'interno sono presenti dipinti di varia fattura, tra cui due vetrate dell'artista ostolense Antonio Maria Nardi[6].
- Chiesa di Santa Rita da Cascia, piccolo edificio moderno sito in località Santa Rita.
- Oratorio di Santa Libera ai Gorghi, situato su Via Girolamo Savonarola ora in terreno privato (XVII secolo).

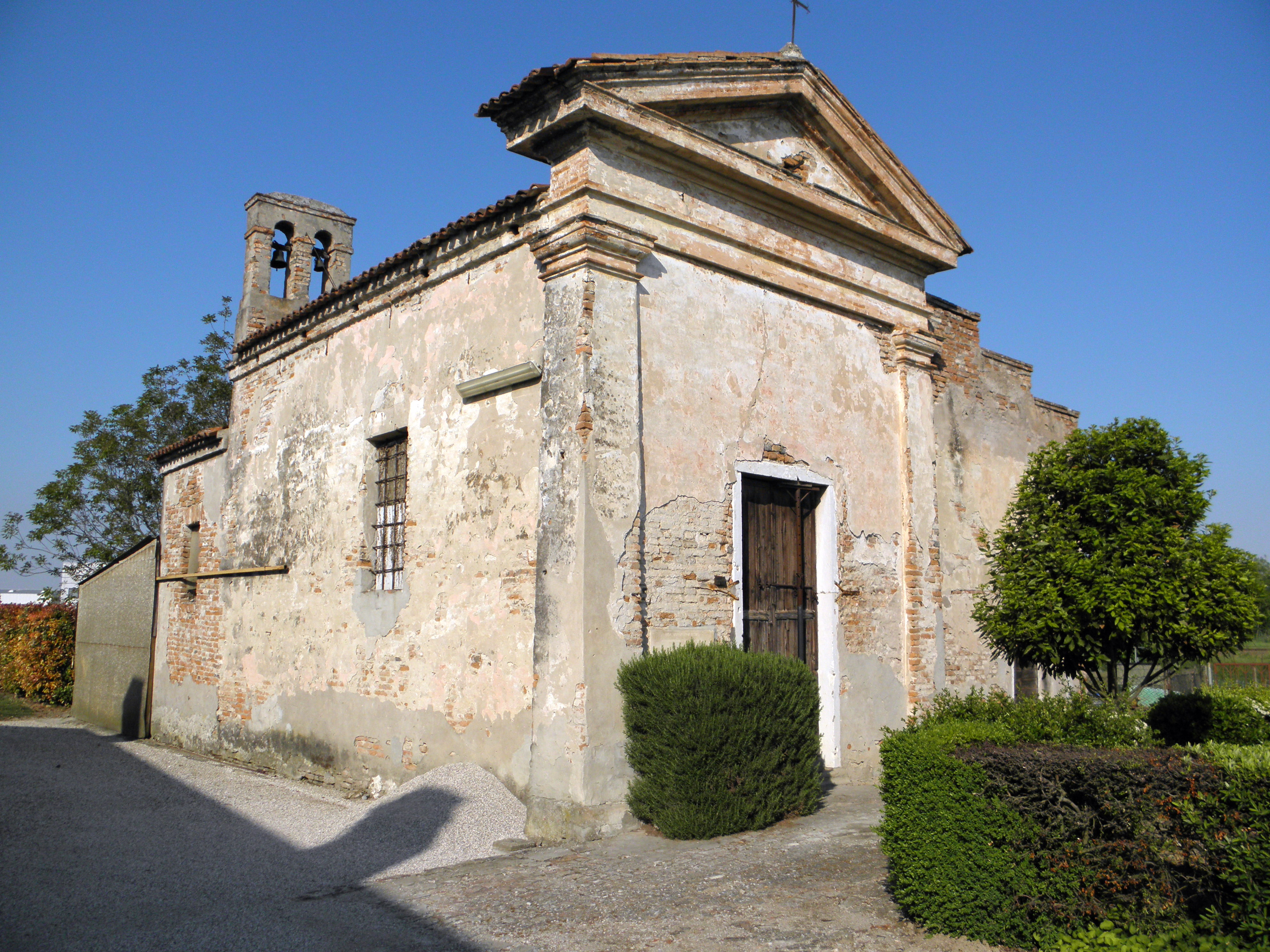
L'oratorio di Santa Libera ai Gorghi.

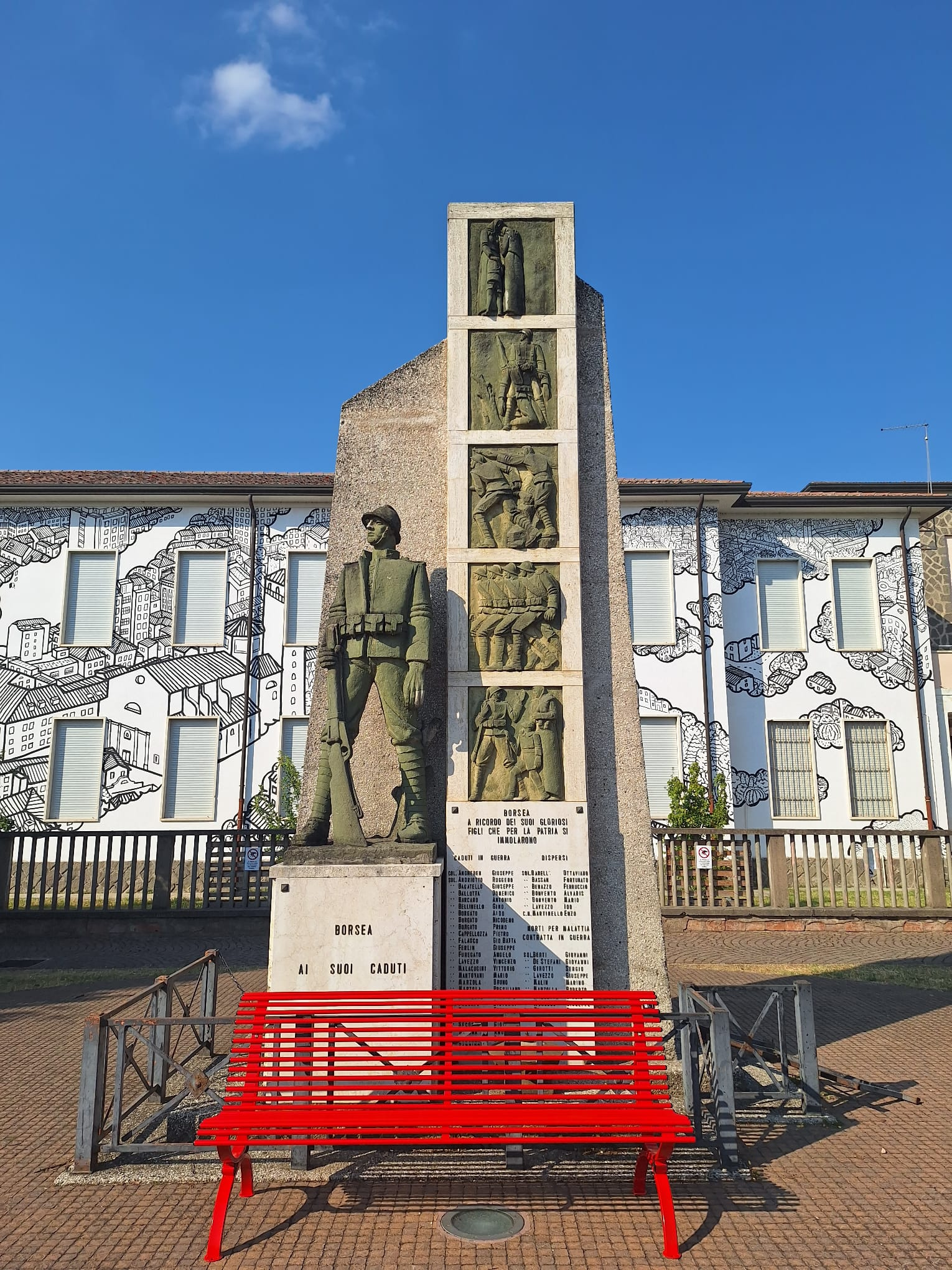
Monumento ai caduti di Borsea

### Architetture civili
- Complesso rurale attualmente in fase di riqualificazione e restauro.

### Altre opere
- Monumento a San Giovanni Bosco, opera dello scultore pontecchiese Guido Cremesini (1951)[7]
- Monumento ai caduti.

## Società

### Evoluzione demografica
Abitanti censiti

### Religione
Sono presenti due parrocchie cattoliche: quella di San Zenone nel centro storico e quella di Santa Rita da Cascia nella zone di Santa Rita e Spianata.